# Пут смрти
Пут смрти се односи на пут између Кувајта и Басре на ком је повлачећа ирачка војска нападнута од стране америчких авиона током Заливског рата, у ноћи између 26 и 27. фебруара 1991. Западни новински извештаји називају пут Ауто-пут 80 и он иде од Кувајт Ситија до пограничних места Абдали (Кувајт) и Сафван (Ирак), а онда до Басре. Пут је поправљен током касних деведесетих и коришћен је у почетној фази извазије Ирака из 2003.
Напади су се одвили на два различита места: на 1.400 возила на главном путу северно од Ал Џахре и на око још 400 на обалском путу ка Басри. Прву су чинили углавном цивилна возила, а другу претежно војна.Када су га посетили новинари, прва колона је била дуга непрекидна линија оштећених и напуштених возила. На другом путу, возила су уништавана на много ширем подручју у мањим групама.

## Контроверзе
Напад због којих је пут по злу чувен је постао ствар контроверзе, са неким коментарима који тврде да је употреба силе била претерана, да су се ирачке снаге повлачиле и да је колона укључивала много избеглица. Иако ниједан репортер није био присутан током акције, а медијски извештаји се нису појавили скоро месец дана, фотографије снимљене касније су показале драматичне сцене спаљених или уништених возила. Групе за заштиту људских права су означиле догађај као ратни злочин великог интензитета – намерно бомбардовање где су бежећи ирачки војници били заглављени у помахниталој саобраћајној гужви. САД су наводиле да је само неколико ирачких војника пронађено у олупинама.
Друге анализе су предложиле број мртвих од најмање 800-1000, али су одбачене цифре спомињале чак 10.000 мртвих.

## Историјске паралеле
Напад је пресликао догађај из Другог светског рата током борби у Нормандији. Немачка пешадија, возила и тенкови су били затворени у џепу код Фалеза од стране савезника. Док су покушавали да се повуку, савезничко ваздухопловство је бомбардовало заглављене војнике. Повлачење се претворило у бекство дуж онога што су Немци звали ”пут смрти” између села Шамбоа, Сен Ламбер, Трун и Торнаи-сур-Диве.